# Ricaldone
Ricaldone (piemontesisch Ricaldòn) ist eine Gemeinde in der italienischen Provinz Alessandria, Region Piemont.

## Lage und Einwohner
Die Gemeinde Ricaldone liegt rund 25 Kilometer südwestlich von der Provinzhauptstadt Alessandria entfernt auf einer Höhe von 285 m über dem Meeresspiegel. Die Fläche der Gemeinde umfasst 10,61 km² und hat 607 (Stand 31. Dezember 2023) Einwohner.
Die Nachbargemeinden sind Acqui Terme, Alice Bel Colle, Cassine, Maranzana, Mombaruzzo, Quaranti und Strevi.

### Fraktionen
Die Gemeinde besteht aus folgenden Fraktionen: Baiascera, Battigia, Bicogno, Borella, Boschi, Bricco, Broglio, Caldana, Campolungo, Camporinaldo, Cappelletta, Celle, Costa, Cuniggio, Fontana Perla, Gazzolo, Guasasco, Imperiale, Madonna, Mezzane, Molinetta, Montà, Monticelli, Peceto, Predamonte, Quarto, Rioglio, Rocche, Rovile, San Bernardo, San Sebastiano, Sant'Angelo, Sarogna, Sgorlo, Spessa, Vallerenzo, Valmorana, Valporcile, Vantiggi und Violina.

### Bevölkerungsentwicklung

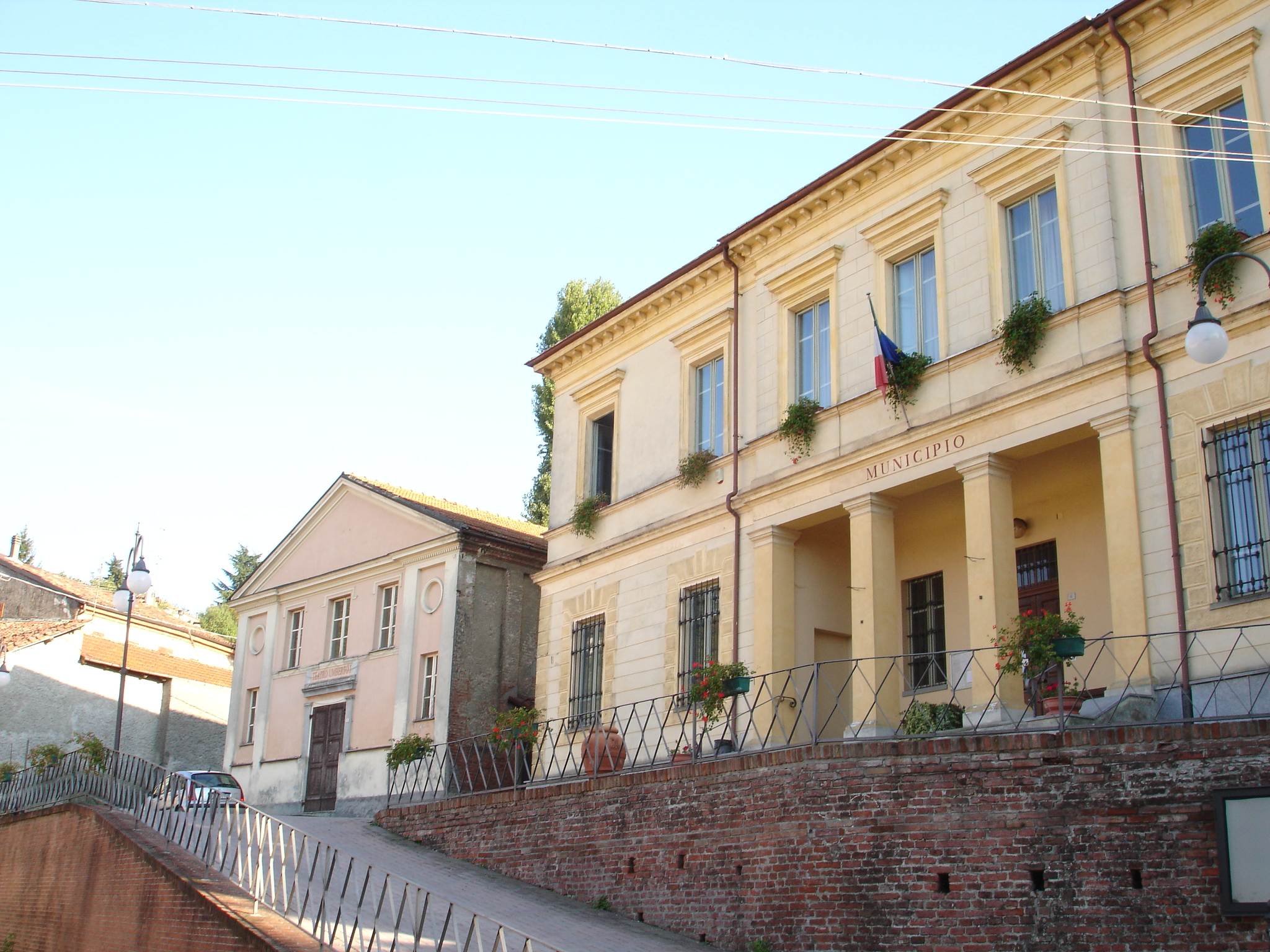
Gemeindehaus

## Geschichte
Ricaldones Wurzeln liegen im Mittelalter. Der Name des Ortes stammt aus der Verbindung der Wörter Runcus und Aldonis (die Genitivform von Aldo). Runcus steht hierbei für die Arbeit ein dorniges Gelände zu kultivieren und Aldo ist ein longobardischer Name, der erstmals im 7. Jahrhundert in Italien auftauchte. Der Ort ist also eine Ansiedlung der Longobarden, die um das Jahr 642 in diese Gegend einfielen.

## Kultur
In dem Ort finden regelmäßig Konzerte zu Ehren des Liedermachers Luigi Tenco statt, der hier begraben liegt.

## Söhne und Töchter der Gemeinde
- Paolo Sardi (1934–2019), Kurienkardinal und Diplomat des Vatikans

## Kulinarische Spezialitäten
In Ricaldone werden Reben für den Dolcetto d’Acqui, einen Rotwein mit DOC Status angebaut. Die Beeren der Rebsorten Spätburgunder und/oder Chardonnay dürfen zum Schaumwein Alta Langa verarbeitet werden. Die Muskateller-Rebe für den Asti Spumante, einen süßen DOCG-Schaumwein mit geringem Alkoholgehalt sowie für den Stillwein Moscato d’Asti wird hier ebenfalls angebaut. Aus der Rebsorte Brachetto wird der liebliche Schaumwein Brachetto d’Acqui hergestellt. In Ricaldone werden auch Reben der Sorte Barbera für den Barbera d’Asti, einen Rotwein mit DOCG Status, sowie den Barbera del Monferrato angebaut.